# Berijev A-100
Berijev A-100 Premjer je vzdušné středisko řízení a včasné výstrahy (AEW&C) vyvinuté na základě transportního letounu Il-76MD-90A. Ve službě mělo nahradit předcházející generaci těchto letounů v podobě typu Berijev A-50. Vývojový program nabral značné zpoždění. Ruské letectvo mělo první letouny získat roku 2024.

## Historie

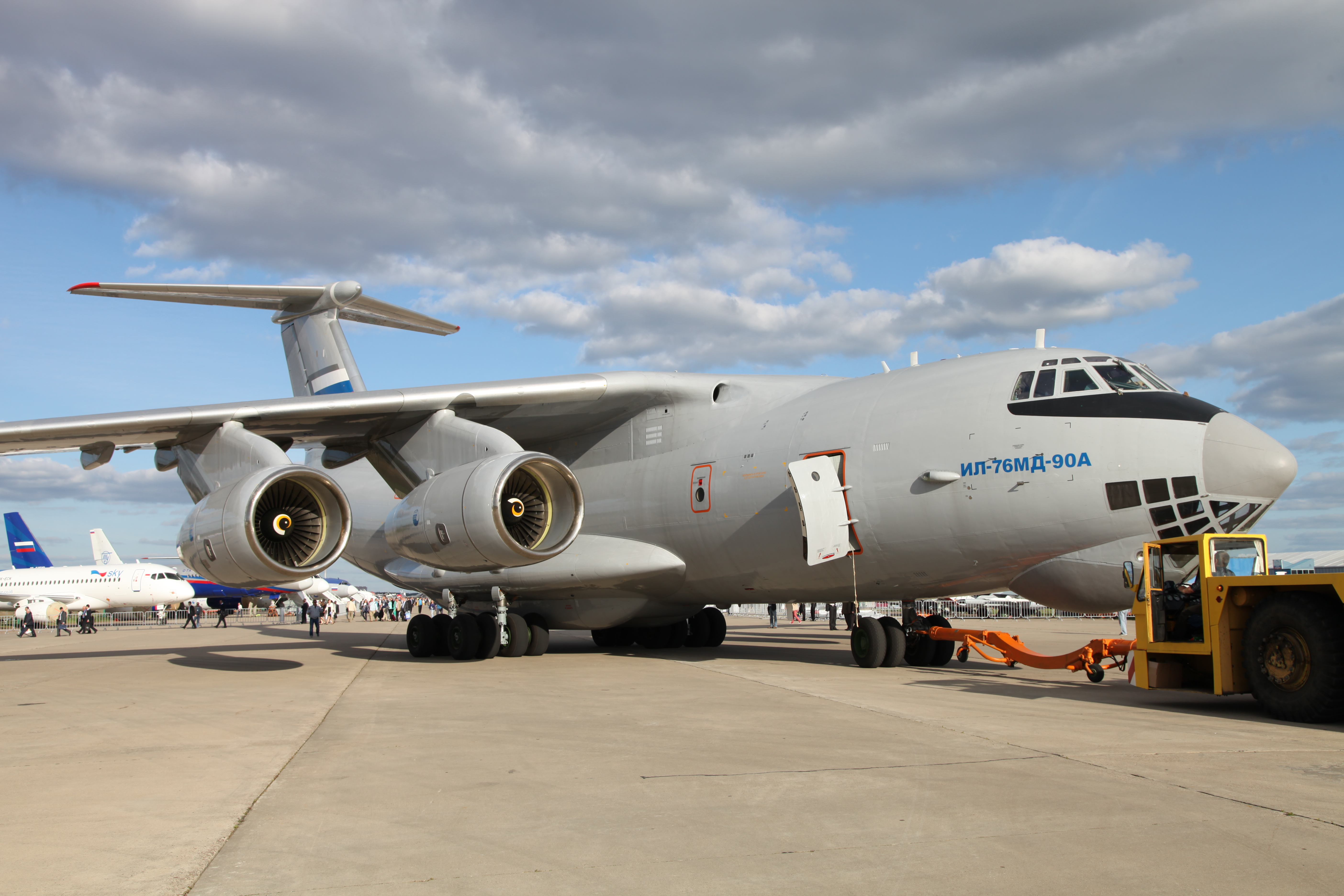
Transportní letoun Il-76MD-90A je platformou pro typ A-100

Vývoj nové generace letounů AEW&C byl zahájen roku 2006. Představuje jeden z klíčových modernizačních programů ruského letectva. Ruské ministerstvo obrany objednalo celkem 39 letounů A-100. Základem pro vývoj typu se stal transportní letoun Il-76MD-90A. Hlavním vylepšením je nový radar Vega Premier s aktivním elektronickým snímáním (APAR – Active phased array radar), který může sledovat až 300 cílů současně. Jeho dosah je přibližně 500–600 km v případě pozemních a hladinových cílů a 1000 km v případě vzdušných cílů.
První let prototypu A-100LL proběhl 18. listopadu 2017. Prototyp A-100LL vznikl přestavbou již hotového transportního letounu Il-76MD-90A. Sériové letouny měly být v této konfiguraci vyrobeny od počátku. První let se zapnutým radarem prototyp absolvoval v únoru 2022 z letiště v Taganrogu. Dokončení továrních zkoušek bylo plánováno na rok 2022 a dokončení státních zkoušek na rok 2024.
Vývojový program provázela četná zdržení, na kterých se podepsaly i sankce uvalené na Rusko po anexi Krymu v roce 2014. Ty brání dodávkám potřebných elektronických součástek. Do roku 2022 program nabral sedmileté zdržení a dodání prvních letounů bylo pětkrát posunuto. Případné dodávky navíc komplikovala nízká výrobní kapacita společnosti Aviastar-SP v Uljanovsku, který je výrobcem letounů Il-76.
V roce 2025 proruský válečný telegramový kanál FighterBomber zveřejnil informaci o ukončení projektu A-100. Přispět k tomu měly mezinárodní sankce uvalené na Rusko, vysoká náročnost projektu i rostoucí ohrožení letounů protiletadlovými střelami s dlouhým dosahem. Jiné prameny zmiňují pochybnosti o kvalitách radaru Vega Premier.